# Gar Forman
Gar Forman ist ein US-amerikanischer Basketballfunktionär. Er war der General Manager der Chicago Bulls in der NBA. Forman wurde im Jahr 2009 als solcher ernannt, nachdem er die elf vorigen Jahre anderweitig beschäftigt war. Am 10. Mai 2011 gewann Gar Forman den NBA Executive of the Year Award zusammen mit Pat Riley, dem Präsidenten der Miami Heat.

## Chicago Bulls
Gar Forman wurde am 21. Mai 2009 zum General Manager der Chicago Bulls. Im Sommer 2010, nach zwei aufeinanderfolgenden Saisons mit einer Siegquote von unter 50 %, war er mit dafür verantwortlich, dass die Bulls u. a. die Free Agents Carlos Boozer und Kyle Korver unter Vertrag nahmen. Am 23. Juni 2010 ernannte Forman Tom Thibodeau zum 18. Cheftrainer des Teams.